# Siphona pellex
Siphona pellex là một loài ruồi trong họ Tachinidae.